# Aleksandar Kukolj
Aleksandar Kukolj (cyr. Александар Кукољ, ur. 9 września 1991 w Pradze w Czechosłowacji) – serbski judoka, mistrz Europy w 2017 roku, czterokrotny mistrz Serbii (2010, 2012, 2013, 2014), uczestnik Letnich Igrzysk Olimpijskich 2016, 2020 i 2024.